# آلوی تالو
آلوی تالو یا آلوی زرد یا لیموی دریایی (نام علمی: Ximenia americana) نام یک گونه از فرمانرو گیاه است.